# Bezděkov u Choltic

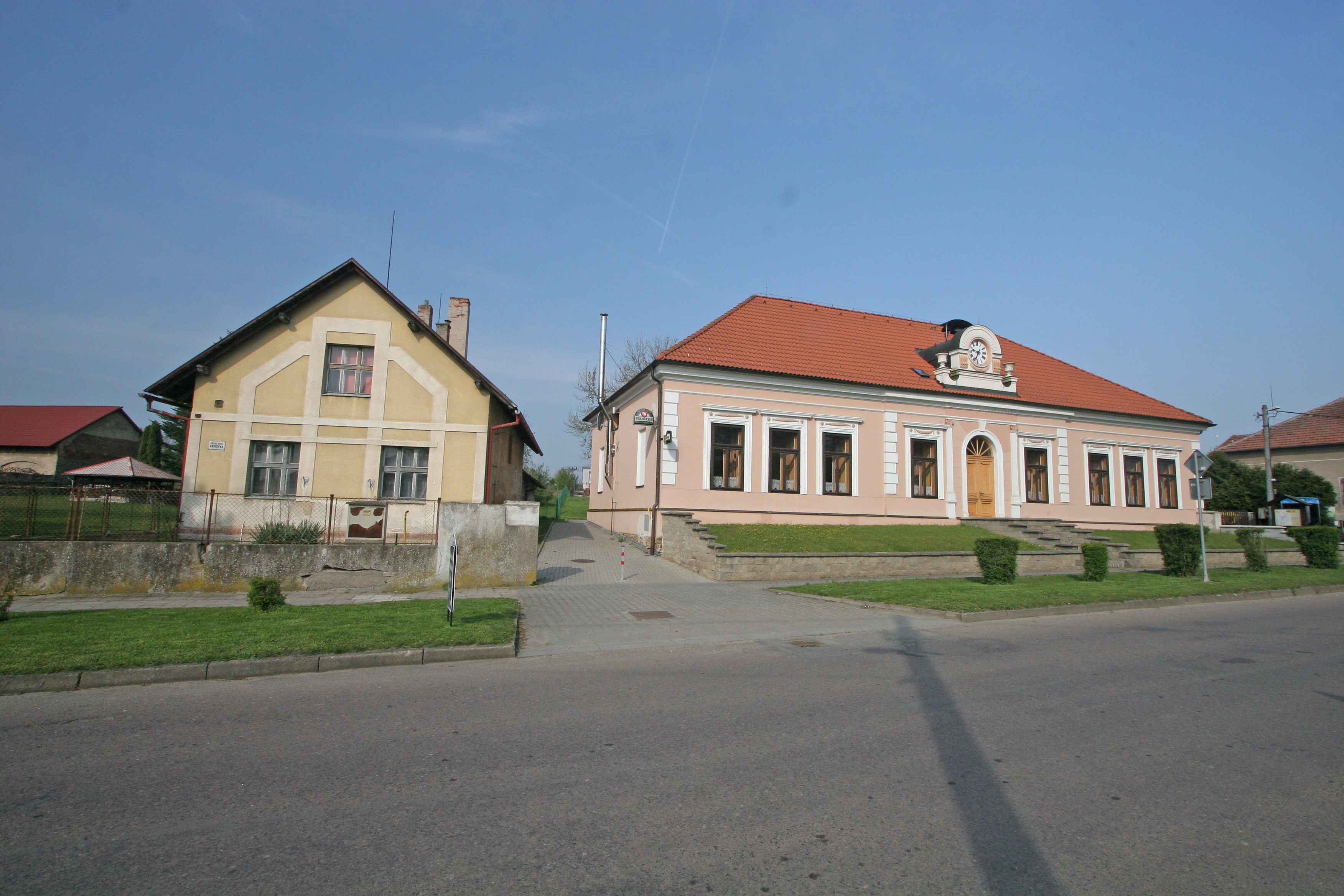
Ehemalige Schule

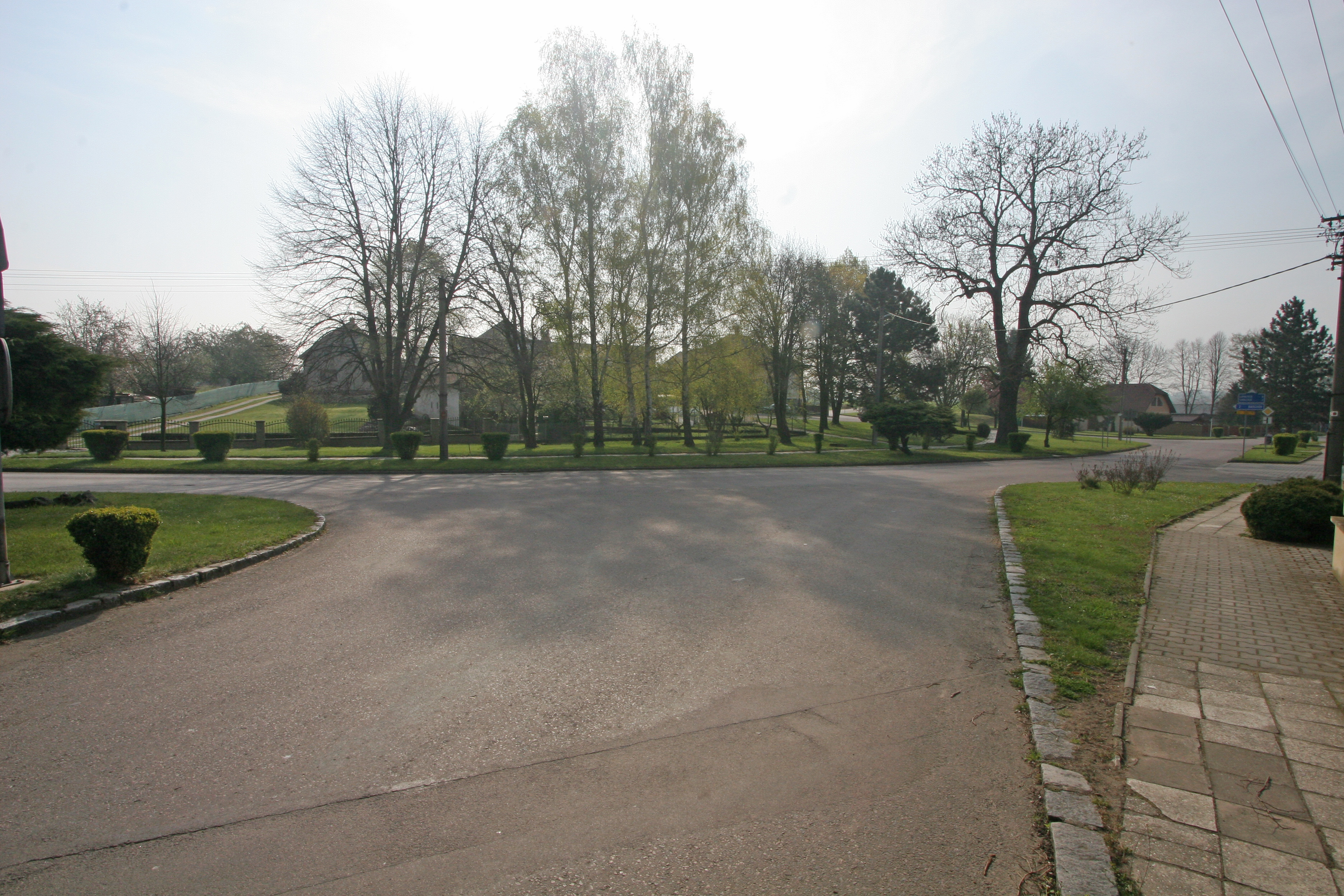
Dorfplatz

Bezděkov (deutsch Bezdiekow, 1939–45 Besdiekau) ist eine Gemeinde in Tschechien. Sie liegt zehn Kilometer südwestlich des Stadtzentrums von Pardubice und gehört zum Okres Pardubice.

## Geographie
Bezděkov befindet sich zwischen den Tälern der Struha und des Podolský potok auf der Heřmanoměstecká tabule (Hermannstädtler Tafel). Im Ort entspringt der heutige verrohrte Bach Návesní potok. Nordwestlich erhebt sich der Bílý kopec (Weißer Berg; 247 m n.m.), im Süden der Janský kopec (Johannisberg, 264 m n.m.) und südwestlich der U Křížku (260 m n.m.). Zwei Kilometer nördlich verläuft die Staatsstraße I/2 zwischen Přelouč und Pardubice durch den Wald Kuchyňka; westlich führt die Bahnstrecke Přelouč–Prachovice an Bezděkov vorbei.
Nachbarorte sind Mělice, Opočínek und Kokešov im Norden, Krchleby, Srnojedy und Staré Čívice im Nordosten, Nové Čívice und Barchov im Osten, Cerhov, Jezbořice und Klešice im Südosten, Luhy, Jeníkovice und Svinčany und Süden, Choltice und Jedousov im Südwesten, Horecký Dvůr und Veselí im Westen sowie Klenovka, Lepějovice und Valy im Nordwesten.

## Geschichte
Archäologische Funde belegen eine frühzeitlich Besiedlung der Gegend; 1878 wurden Steinfäustel aufgefunden und 1895 Hockergräber entdeckt.
Die erste schriftliche Erwähnung von Bezděkov erfolgte im Jahre 1441, als das Bistum Olmütz das bis dahin im Besitz von Jindřich Lacenbok von Chlum befindliche Gut Jezbořice mit den Dörfern Bezděkov, Barchov, Opočen, Opočínek, Lány na Důlku und Crkaň an Mikoláš Bochovec von Bochov verkaufte. Dieser teilte das Gut unter seinen Söhnen auf; Štěpán erhielt Jezbořice, sein Bruder Zbyněk die übrigen Dörfer. Zbyněk Bochovec von Bochov, der seit 1467 alleiniger Besitzer des Gutes Jezbořice war, trat 1488 seine Rechte an Heinrich von Münsterberg ab. Dieser verpfändete das gesamte Gut auf drei Jahre an Václav Žehušický von Nestajov. Das nördlich von Bezděkov gelegene Dorf Crkaň wurde dabei als wüst bezeichnet; wahrscheinlich war es während des Böhmisch-ungarischen Krieges erloschen. Die Fluren von Crkaň wurden an die Bewohner von Bezděkov als Weide- und Ackerland verpachtet. Mit Billigung des böhmischen Königs Ladislaus Jagiello löste Wilhelm von Pernstein 1492 sämtliche verpfändeten Güter aus. Die Dörfer des Gutes Jezbořice schlug er seiner Herrschaft Pardubitz zu. Wilhelm von Pernstein ließ auf Crkaňer Fluren am Lánský potok den Teich Crkáňský rybník anlegen. Im Pardubitzer Urbar von 1494 sind für Bezděkov 13 Anwesen ausgewiesen, drei der Untertanen hatten von der Herrschaft Teiche mit der Fischerei gepachtet. Nachdem Jaroslav von Pernstein den Pardubitzer Dörfern 1549 die Einrichtung von kleinen Wirtshäusern zum Ausschank Pardubitzer Bieres bewilligt hatte, entstand in Bezděkov eine hölzerne Schänke mit Fleischbank. 1560 verkaufte Jaroslav von Pernstein die Herrschaft Pardubitz an König Ferdinand I. König Rudolf II. ließ die Herrschaft 1588 durch ein System von 24 Rychta (Scholtiseien) neu organisieren; der Rychtář in Jezbořice übte die niedere Gerichtsbarkeit für Bezděkov aus. Während des Dreißigjährigen Krieges brannte ein Gehöft nieder und lag wüst, es wurde nach Kriegsende wieder neu besiedelt. Im Theresianischen Kataster sind 13 Bauern und 2 Häusler aufgeführt. Haupterwerbsquellen bildeten der Anbau von Flachs, Hanf und Hirse sowie die Viehzucht.
Im Jahre 1835 bestand das im Chrudimer Kreis gelegene Dorf Bezdiekow aus 28 Häusern, in denen 273 Personen, darunter eine protestantische Familie, lebten. Pfarrort war Lan ob der Gruben. Bis zur Mitte des 19. Jahrhunderts blieb Bezdiekow der k.k. Kameralherrschaft Pardubitz untertänig.
Nach der Aufhebung der Patrimonialherrschaften bildete Bezděkov ab 1849 eine Gemeinde im Gerichtsbezirk Přelauč. 1851 wurde in Bezděkov zunächst in verschiedenen Häusern der Schulunterricht aufgenommen, später erfolgte der Bau eines Schulhauses. Ab 1868 gehörte die Gemeinde zum Bezirk Pardubitz. 1880 beschloss die Gemeinde den Bau eines neuen Schulhauses, das 1884 seiner Nutzung übergeben wurde. Eine Besonderheit des Gebäudes war die Uhrgaube auf dem Dach, Bezděkov war das einzige Dorf im Bezirk mit einer Schuluhr. Zwischen 1881 und 1882 wurde die Bahnstrecke Přelouč–Kalkpodol angelegt. 1895 entstand die Bezirksstraße von Choltice nach Bezděkov, die drei Jahre später bis Barchov weitergeführt wurde. Die Freiwillige Feuerwehr wurde 1899 gegründet. Im Jahre 1900 lebten in den 53 Häusern des Dorfes 408 Personen. Zwischen 1925 und 1927 erfolgte die Elektrifizierung des Dorfes. 1928 wurde die alte Ausspanne abgebrochen. In den Jahren 1944 und 1945 legte die Wehrmacht bei Bezděkov Munitionsdepots an. 1945 hatte Bezděkov 429 Einwohner. 1949 wurde Bezděkov dem Okres Přelouč zugeordnet. Dieser wurde im Zuge der Gebietsreform von 1960 aufgehoben, seitdem gehört das Dorf wieder zum Okres Pardubice. 1965 bestand das Dorf aus 76 Häusern und hatte 294 Einwohner. Im Jahre 2007 lebten in den 111 Häusern von Bezděkov 266 Menschen.

## Gemeindegliederung
Für die Gemeinde Bezděkov sind keine Ortsteile ausgewiesen. Zu Bezděkov gehört die Einschicht Bílý Kopec.

## Sehenswürdigkeiten
- Gedenkstein für die Gefallenen des Ersten Weltkrieges, enthüllt 1922. Die Inschrift Padli, aniž by tušili, že z krve jejich vzejde svobodná vlast musste 1940 entfernt werden.
- Steinernes Kreuz
- Ehemalige Schule, errichtet 1881–1883, heute Sitz der Gemeindeverwaltung
- Naturdenkmal Meandry Struhy, Maänder am Unterlauf der Struha, westlich des Dorfes